# Aeroportul Zahedan
Aeroportul Zahedan (IATA: ZAH, ICAO: OIZH) este un aeroport din Zahedan, Central District⁠(d), Zahedan County⁠(d), Provincia Sistan-Baluchestan, Iran ce deservește zona Zahedan. Aeroportul a fost tranzitat în 2019 de 485.466 de pasageri. A fost deschis în 1953 și numit după zona deservită.
Situat la o altitudine de 1.391 m, aeroportul dispune de o singură pistă. Este operat de Iranian Airports Holding Company⁠(d).